# Lucien Caron
Pour les articles homonymes, voir Caron et Lucien Caron (homonymie).
Lucien Caron (10 février 1929 à Verdun - 29 septembre 2003 à Verdun) est un homme politique québécois (canadien). Il a été le député libéral de la circonscription de Verdun de 1970 à 1985. Il a aussi été maire de l'ancienne ville de Verdun de 1977 à 1985.